# Nuon Chea
Nuon Chea, né Lau Kim Lorn le 7 juillet 1926 à Voat Kor et mort le 4 août 2019 à Phnom Penh, est un homme politique cambodgien, ancien chef du mouvement khmer rouge.
Responsable militaire au début des années 1970, il devient, en 1975, le numéro deux du comité central du Parti communiste du Kampuchéa. Il est président de l'Assemblée du Kampuchéa démocratique de 1976 à 1979 et remplace brièvement Pol Pot au poste de Premier ministre lorsque celui-ci s'éloigne du pouvoir à l'automne 1976 pour raison de santé. 
Même s'il est moins connu en Occident que les autres accusés des chambres extraordinaires au sein des tribunaux cambodgiens chargées de juger les crimes khmers rouges, il est considéré comme l'idéologue du régime et le second dans sa hiérarchie, juste derrière Pol Pot mais devant Ieng Sary.

## Biographie
De son vrai nom Long Bunruot et d'origine sino-khmère, il naît le 7 juillet 1926 dans le village de Voat Kor, une localité de la province de Battambang. Son père, d’origine chinoise, est négociant en maïs ; sa mère, khmère, couturière attachée à un temple.
Dans les années 1940, alors que sa province avait été annexée par la Thaïlande, alliée du Japon, il part étudier à l'université Thammasat de Bangkok et est employé à temps partiel, de 1945 à 1948, au ministère thaï des Affaires étrangères. C'est là qu'il commence ses activités politiques, au Parti communiste thaïlandais.
De retour au Cambodge en 1949, il rejoint dans la région de Samlaut les maquisards du Parti communiste indochinois et, en 1951, il participe à la création du Parti révolutionnaire du peuple khmer (PRPK). Entre 1952 et 1954, il suit une formation dans les maquis du Nord Vietnam. Après les accords de Genève, il retourne au Cambodge et, sous la couverture d'un homme d'affaires, il travaille au département de la propagande du PRPK. Il fait de fréquents voyages à Hanoï et tisse des liens d’amitié avec Lê Duẩn et Nguyễn Văn Linh.
En septembre 1960, il est élu secrétaire général adjoint du PRPK qui est renommé Parti des travailleurs du Kampuchéa, à son tour rebaptisé en 1966 Parti communiste du Kampuchéa. En 1962, il est un temps pressenti pour remplacer Tou Samouth à la tête du parti à la suite de la disparition de ce dernier, mais il s’efface devant Saloth Sâr qui ne s’appelle pas encore Pol Pot.
Entre 1970 et 1975, Nuon Chea est vice-président du Haut Commandement militaire des Forces armées populaires de libération nationale du Kampuchéa (FAPLNK) ainsi que chef de la direction politique de l’armée.
Le 17 avril 1975, les Khmers rouges s'emparent du pouvoir à Phnom Penh et exercent leur contrôle sur l'ensemble du pays. Une de ses premières actions est alors d’aller voir un de ses cousins alors à moitié paralysé, l’attire hors de chez lui avec la promesse d’être nommé « père de la révolution » et le fait mettre à mort.
Le 9 octobre 1975, Nuon Chea devient « Frère numéro 2 » au Comité permanent du Comité central, chargé du travail, du bien-être social, de la culture, de la propagande et de l’éducation formelle (ou du travail de conscience).
De 1976 à 1979, il est le Président de l’Assemblée du Kampuchéa démocratique. Il assure également par intérim, durant un mois, les fonctions de Premier ministre, Pol Pot ayant temporairement renoncé à ce poste. Chef de la sécurité du régime, Nuon Chea est considéré comme l’idéologue des Khmers rouges et un personnage clef de la révolution.
Même s'il récuse l'affirmation, Nuon Chea aurait été responsable des questions de sécurité et, à ce titre, des purges des « ennemis de l'intérieur » et notamment du centre d'« interrogatoire » de Tuol Sleng.
À la chute du régime, en 1979, il s'enfuit en compagnie de Pol Pot et rejoint Ieng Sary et Khieu Samphân dans la province de Pouthisat d'où il dirige la guérilla pendant près de vingt ans.
C’était l’homme le plus puissant après Pol Pot. À la mort de celui-ci, il devient le plus haut responsable khmer rouge encore en vie.
Le 29 décembre 1998, à la suite d'un accord passé avec le gouvernement, Nuon Chea se rend avec quelques derniers opposants Khmers rouges et, lors d’une conférence de presse tenue après sa reddition, fait part de toute sa tristesse pour les souffrances des Cambodgiens. « En effet, nous sommes vraiment désolés, pas seulement pour les hommes, mais aussi pour les animaux qui ont souffert pendant la guerre » annonça-t-il alors. Sous l’impulsion du Premier ministre Hun Sen et au nom de la réconciliation nationale, le gouvernement accepte de renoncer à poursuivre Nuon Chea, décision qui est condamnée par l’opinion publique cambodgienne et la communauté internationale.

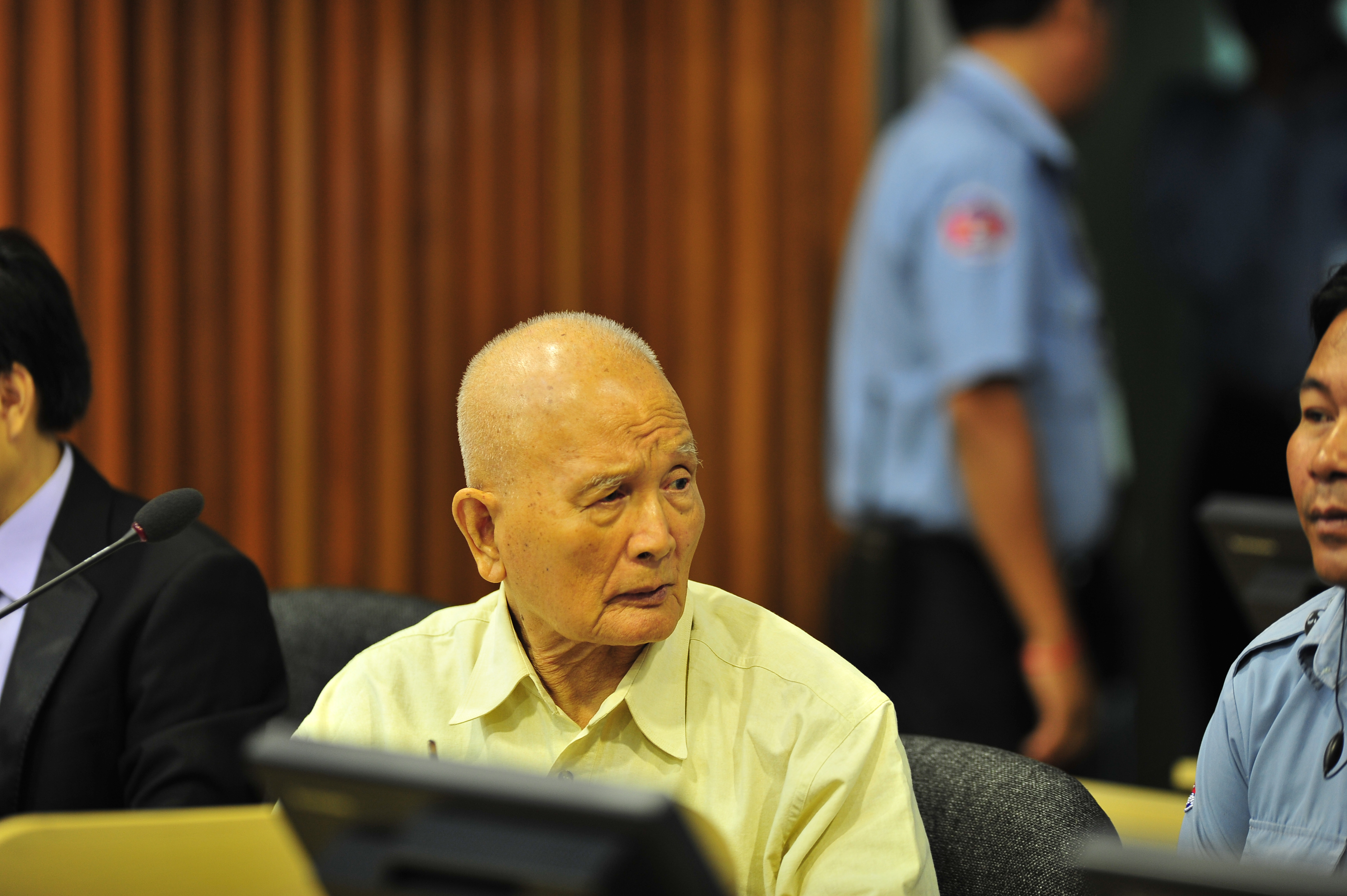
Nuon Chea en 2011.

Après de longues et dures négociations, entamées en 1997, le gouvernement cambodgien et les Nations unies réussissent à mettre en place les procédures nécessaires pour que siègent les chambres extraordinaires au sein des tribunaux cambodgiens, tribunal chargé de juger certains hiérarques khmers rouges. Le 19 septembre 2007 Nuon Chea est arrêté à son domicile près de Pailin, non loin de la frontière thaïlandaise où il vivait au grand jour, et inculpé, à 82 ans, de « crimes de guerre », de « crimes contre l'humanité » et de génocide. Il est mis en détention provisoire à cette date jusqu'à sa condamnation, le 7 août 2014, à la prison à perpétuité.
Le 16 novembre 2018, le tribunal spécial le juge coupable, en même temps que Khieu Samphan, de génocide en raison des « exactions commises à l’égard des Vietnamiens, de la communauté musulmane cham et d’autres minorités religieuses ».
Il meurt le 4 août 2019 à la prison de Phnom Penh, où il était incarcéré.